# Shaochilong
Shaochilong („drak se žraločími zuby“) byl rodem dravého dinosaura (teropoda) z čeledi Carcharodontosauridae. Žil v období svrchní křídy (stupeň turon, asi před 92 miliony let) na území dnešní Číny (geologické souvrství Ulansuhai). Typovým druhem je S. maortuensis, původně popsaný jako Chilantaisaurus maortuensis v roce 1964. V roce 2009 byl však překlasifikován a znovu popsán pod novým rodovým jménem.
Holotyp IVPP V2885.1-7 sestává z nekompletních pozůstatků jediného exempláře. Jak ukázala nová studie z roku 2009, jde o prvního známého karcharodontosaurida z Asie. Tento dinosaurus byl příbuzný obřím argentinským teropodům, jako byl rod Giganotosaurus nebo Mapusaurus. Dosahoval délky kolem 6 metrů, byl tedy menším zástupcem této čeledi.